# Denton (Wielki Manchester)
Denton – miasto w Wielkiej Brytanii, w Anglii, w regionie North West England, w hrabstwie Wielki Manchester. W 2001 r. miasto to zamieszkiwało 26 866 osób.

## Miasta partnerskie
- Montigny-le-Bretonneux